# 石狩川橋 (道央自動車道)
石狩川橋（いしかりがわばし）は、北海道深川市の石狩川に架かる道央自動車道のPC桁橋。

## 概要
深川市の東端近くにあり、道央自動車道が石狩川を渡る唯一の橋である。ゴム支承を用いて連続化を図り、半力分散や免震効果をもたせた。
上流側には神納橋が、下流側には納内橋が架かっている。
2002年（平成14年）の深川 - 旭川鷹栖間の4車線化工事に伴い、幅を10.0 mから現在の広さまで拡幅した。

## 橋梁諸元
- 種別 - 鋼道路橋
- 路線名 - 高速自動車国道北海道縦貫自動車道函館名寄線
- 形式 - PC8径間連続変断面箱桁橋[2]
- 道路規格 - 第1種第3級A規格
- 橋格 - TL-20, TT-43
- 橋長 - 543.800 m
  - 支間割 - (62.150 m + 5×74.600 m + 62.800 m + 44.350 m)
- 平面曲線 - 曲率半径1200 m
- 縦断勾配 - 1.435 %
- 幅員
  - 総幅員 - 11.400 m（1期橋）
  - 有効幅員 - 10.000 m（1期橋）、1.0 m（中央分離帯）、9.25 m（2002年拡幅部）[2]
- 基礎 - 直接基礎（A1 - P4, P6 - A2）、ニューマチックケーソン基礎（P5）
- 工期 - 1987年（昭和62年）6月 - 1989年（平成元年）12月
- 施主 - 日本道路公団札幌建設局
- 施工 - ピー・エス・コンクリート[注釈 1]・鹿島建設共同企業体（1期橋）
- 架設工法 - ディビターク工法

## 設計
石狩川橋の計画に際しては、架設地点が石狩川の湾曲部にあたり高水敷までの出水が定期的にある地点であった。このため、河積阻害率は5 %を超えず、高水敷部分を含む河川内のP2 - P6間において仮設工を設置できる期間が限定されるうえに、気候条件から11月から4月は冬季休工であった。この条件からPC連続箱桁案と鋼連続箱桁案を比較したところ、鋼橋案は工程面での有利はあるものの仮設工が設置できないことから経済性で劣るためPC橋案が採用された。PC連続箱桁では架設当時、支承方式として一点固定方式が主流であり、高橋脚の場合には多点支承や剛結構造も採用されつつあったが、本橋では橋脚高が低くこれらの形式では下部工の経済性に難があった。そこで中央2径間を剛結し支承板支承もしくはゴム支承を採用した案、水平反力をゴム支承を用いて多点分散とした案の3案が出され、工費面ではいずれも大差ないものの剛結案では固定橋脚の下部工が大きくなり河積阻害率が大きくなることから多点分散案が採用された。また、この案には橋脚厚が等しく景観上でも優れ、ゴム支承のため維持管理性にも利点があった。
ゴム支承の採用にあたっては、本橋における中間支点での水平反力は2400 tfにも達し、伸縮桁長も270 mに及ぶことから支承の面積、厚さともに大規模なものが必要となった。当時の日本では大反力ゴム支承の採用例はあったが、本橋のような寒冷地かつ大規模採用例はなく事前にゴム支承の品質実験を行っている。また、支承を橋脚ごとに4分割して1つの支承にかかる水平反力を600 tfに抑えた。

## 施工
基礎は施工上の都合からニューマチックケーソンを採用したP5を除き直接基礎を採用した。P1 - P7の河川内においては出水可能性が高いことからディビターク工法を採用して張り出し架設とした。橋脚の脚頭部施工前に上部工施工時のアンバランスモーメント対策として鋼棒、落橋防止の鋼製ストッパーを設置し、橋脚完成後柱頭部から上部工を施工し、P2 - P5、A1 - P1、P6 - A2の閉合を順次行い、水平変位を調整した後にP1 - P2、P5 - P6の閉合を行った。高欄は暫定2車線での施工であり冬季排雪の支承とならないよう鋼製高欄を採用した。
石狩川橋を含む深川IC - 旭川鷹栖IC間は1990年（平成2年）10月30日に暫定2車線で開通した。

## 隣の施設
(9) 深川IC - 音江PA - （石狩川橋） - 納内BS - (10) 旭川鷹栖IC